# Amaryllis (álbum)
| Críticas profissionais | Críticas profissionais |
| Avaliações da crítica  | Avaliações da crítica  |
| Fonte                  | Avaliação              |
| ---------------------- | ---------------------- |
| allmusic               | [ 1 ]                  |
| Rolling Stone          | [ 3 ]                  |

Amaryllis é o quarto álbum de estúdio da banda Shinedown, lançado a 26 de março de 2012.

## Faixas
Todas as faixas escritas e compostas por Brent Smith e David Bassett, exceto onde anotado.
1. "Adrenaline" — 3:26
2. "Bully" (Smith, Zach Myers, Bassett) — 4:02
3. "Amaryllis" — 4:04
4. "Unity" (Smith, Eric Bass, Bassett) — 4:12
5. "Enemies" (Smith, Bass, Bassett) — 3:08
6. "I'm Not Alright" (Smith, Dana Calitri, Nina Ossoff, Kathy Sommer) — 3:07
7. "Nowhere Kids" (Smith, Bass, Bassett) — 3:11
8. "Miracle" — 3:38
9. "I'll Follow You" — 3:58
10. "For My Sake" — 3:47
11. "My Name (Wearing Me Out)" — 3:36
12. "Through the Ghost" — 4:01

## Desempenho nas paradas musicais
| Parada musical (2012)          | Posição |
| ------------------------------ | ------- |
| Estados Unidos - Billboard 200 | 4       |

## Créditos
- Brent Smith — Vocal
- Zach Myers — Guitarra rítmica, vocal de apoio
- Barry Kerch — Bateria, percussão
- Eric Bass — Baixo, piano, vocal de apoio